# Chaveroche
Chaveroche település Franciaországban, Corrèze megyében. Lakosainak száma 272 fő (2022. január 1.). Chaveroche Alleyrat, Saint-Angel, Saint-Germain-Lavolps, Saint-Pardoux-le-Vieux és Ussel községekkel határos.

## Népesség
A település népességének változása:
| Lakosok száma | 167  | 140  | 149  | 192  | 202  | 204  | 233  | 258  | 271  | 272  |
|               | 1968 | 1982 | 1990 | 2006 | 2013 | 2015 | 2017 | 2019 | 2020 | 2022 |